# Тону Ендрексон
Тону Ендрексон  (ест. Tõnu Endrekson, 11 червня 1979) — естонський веслувальник, олімпійський медаліст.

## Виступи на Олімпіадах
| Олімпіада           | Дисципліна     | Місце |
| ------------------- | -------------- | ----- |
| Афіни 2004          | двійка парна   | 4     |
| Пекін 2008          | двійка парна   | 2     |
| Лондон 2012         | четвірка парна | 4     |
| Ріо-де-Жанейро 2016 | четвірка парна | 3     |
| Токіо 2020          | парні четвірки | 6     |
| Париж 2024          | парні четвірки | 7     |